# Léonard Driot
Léonard Driot, né vers 1536 à Beauvais et mort le 21 avril 1622, est un juriste français du XVIe siècle et du XVIIe siècle.

## Biographie
Léonard Driot est le fils de Fiacre Driot, receveur et verdier de l'abbaye Saint-Quentin et maître des eaux et forêts de l'évêché de Beauvais pour le cardinal de Châtillon, et petit-fils du maire de Beauvais Jean de Malinguehen. Il devient avocat au parlement de Paris, bailli du chapitre et échevin de Beauvais.
En août 1594, après qu'il a joué un rôle dans la reddition de la ville de Beauvais au prince béarnais, il se rend à Amiens à la tête d'une députation d'ecclésiastiques et de laïques et est présenté par le gouverneur Charles-Armand de Saisseval au roi Henri IV, à qui il adresse une harangue.
Avocat distingué, il est l'auteur d'ouvrages sur la jurisprudence.
Il avait épousé la sœur de Raoul Adrien, avec qui il travailla.

## Œuvre
- Recueil des questions matrimoniales.

## Sources
- Dupont-White, La ligue a Beauvais, 1846.
- Mémoire de la Société académique d'archéologie, sciences et arts du département de l'Oise, 1847.
- Denis Simon, Nouvelle bibliothèque historique et chronologique des principaux auteurs et interprètes du droit civil: canonique et particulier de plusieurs états et provinces, depuis Irnerius..., 1692.